# Turnix
Turnix is een geslacht van vogels uit de familie vechtkwartels (Turnicidae). Vechtkwartels lijken sterk op hoendervogels (vandaar "kwartels") maar uit DNA-onderzoek bleek dat ze het meest verwant zijn aan de clade waarin ook de families Laridae, Glareolidae en de Alcidae zijn ondergebracht, de orde van de Steltloperachtigen.
Het geslacht telt 17 soorten, waarvan een waarschijnlijk is uitgestorven.

## Soorten
- Turnix castanotus – Rosse vechtkwartel
- Turnix everetti – Soembavechtkwartel
- Turnix hottentottus – Hottentotvechtkwartel
- Turnix maculosus – Roodrugvechtkwartel
- Turnix melanogaster – Zwartborstvechtkwartel
- Turnix nanus – Natalvechtkwartel
- Turnix nigricollis – Madagaskarvechtkwartel
- Turnix ocellatus – Gevlekte vechtkwartel
- Turnix olivii – Cape-Yorkvechtkwartel
- Turnix pyrrhothorax – Roodborstvechtkwartel
- Turnix suscitator – Zwartkeelvechtkwartel
- Turnix sylvaticus – Gestreepte vechtkwartel
- Turnix tanki – Chinese vechtkwartel
- Turnix varius – Bonte vechtkwartel
- Turnix velox – Kleine vechtkwartel
- Turnix worcesteri – Worcesters vechtkwartel

### (waarschijnlijk) uitgestorven
- † Turnix novaecaledoniae – Nieuw-Caledonische vechtkwartel